# Afrixalus dorsalis
Az Afrixalus dorsalis  a kétéltűek (Amphibia) osztályába, a békák (Anura) rendjébe és a mászóbékafélék (Hyperoliidae) családjába tartozó faj.

## Előfordulása
Angola, Kamerun, a Kongói Demokratikus Köztársaság, a Kongói Köztársaság,  Elefántcsontpart, Egyenlítői-Guinea, Gabon, Ghána, Guinea, Libéria, Nigéria, Sierra Leone és Togo területén honos.

## Megjelenése
A hím testhossza 25–28 milliméter, a nőstényé 26–29 milliméter.
|  |